# ロイコトリエン拮抗薬
ロイコトリエン拮抗薬（ロイコトリエンきっこうやく、英語: Antileukotriene）は、抗ロイコトリエン薬、ロイコトリエン修飾薬とも呼ばれ、ロイコトリエン関連酵素阻害薬（アラキドン酸-5-リポキシゲナーゼ）またはロイコトリエン受容体拮抗薬（システイニルロイコトリエン受容体）として機能し、結果的にこれらの炎症性メディエーターの機能に対抗する薬剤である。ロイコトリエンは免疫系により産生され、喘息やCOPDにおける気管支収縮、炎症、微小血管透過性、粘液分泌を促進する働きを持つ。ロイコトリエン受容体拮抗薬は、英語では口語的にルゥカスト（leukast）と呼ばれることもある。
これらの疾患の治療には、モンテルカスト、ザフィルルカスト、プランルカストなどのロイコトリエン受容体拮抗薬や、ジロートンやセイヨウオトギリソウなどの5-リポキシゲナーゼ阻害薬が使用される。これらの薬は、喘息の治療にはコルチコステロイドよりも効果が低いが、特定の肥満細胞疾患の治療には効果的である。

## 薬剤設計
ロイコトリエンの作用を阻害するために、おもに2つの方法が取られる。

### 5-リポキシゲナーゼ阻害薬
5-リポキシゲナーゼ（5-LOX）を阻害する薬剤は、ロイコトリエン代謝の合成経路を阻害することになる。MK-886のような5-リポキシゲナーゼ活性化タンパク質（FLAP）を阻害する薬剤は、5-リポキシゲナーゼの機能を阻害し、動脈硬化症の治療に役立つと考えられる。
5-LOX阻害剤の例としては、メクロフェナム酸ナトリウムやジロートンなどの薬剤が挙げられる。
バイカレイン、コーヒー酸、クルクミン、ヒペルホリン、セイヨウオトギリソウなど、食品や一部のサプリメントに含まれる微量の化学物質も5-LOXを阻害することが判明している。

### システイニルロイコトリエン1型受容体拮抗薬
モンテルカスト、ザフィルルカスト、プランルカストなどの薬剤は、気管支平滑筋などの標的細胞のCysLT1受容体におけるシステイニルロイコトリエンの作用を、受容体拮抗作用を介して遮断する。
これらの薬剤は、喘息症状を改善し、喘息の増悪を抑え、末梢血や気管支肺胞洗浄液中の好酸球数などの炎症マーカーを低減させることが示されている。これは、これらの薬剤に抗炎症作用があることを示している。